# Orvilliers
Orvilliers là một xã ở tỉnh Yvelines, trong vùng Île-de-France của Pháp.

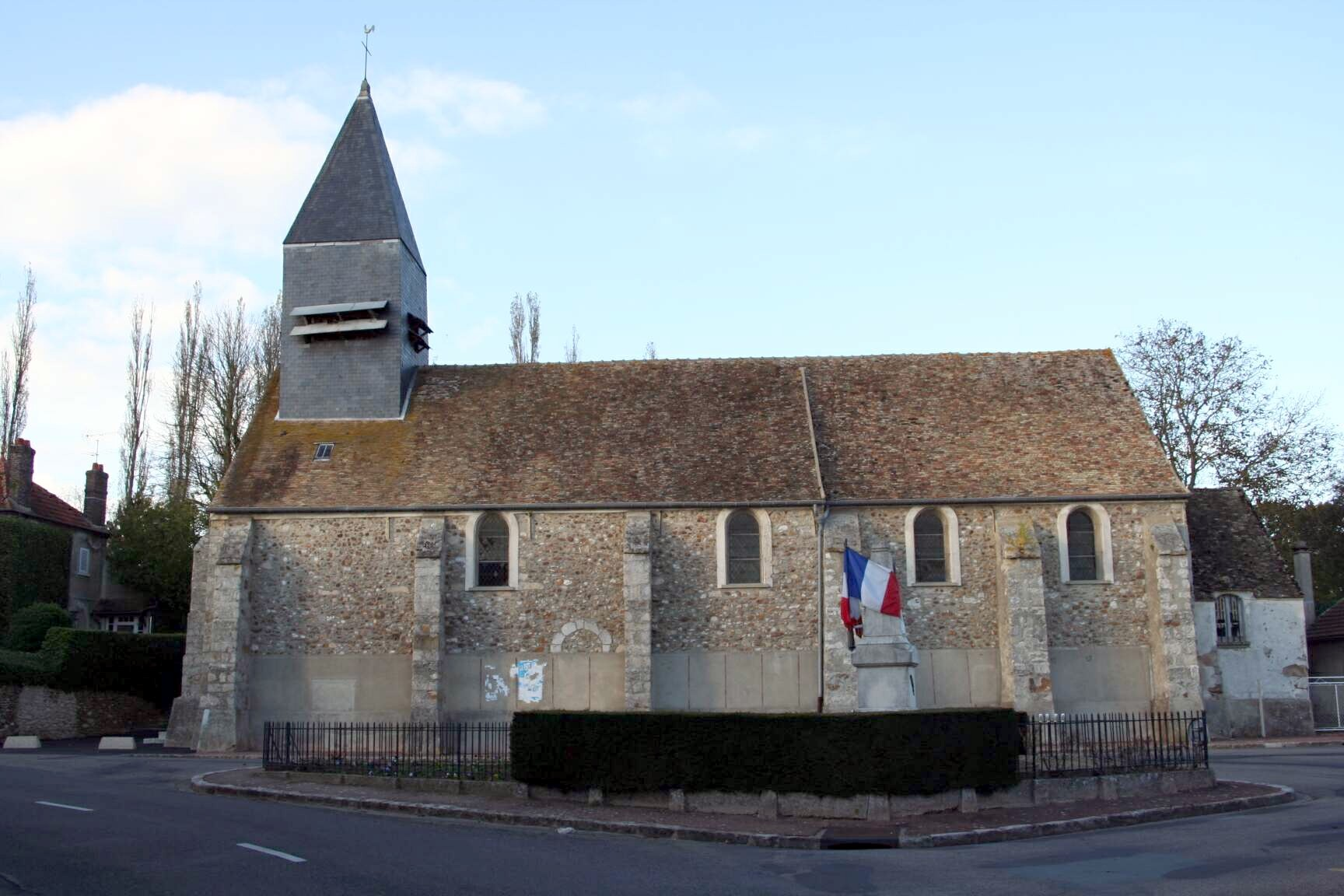
Nhà thờ Saint-Martin

Xã Orvilliers có cự ly 60 km về phía tây của Paris, 16 km về phía nam của Mantes-la-Jolie, trên cao nguyên Mantois, độ cao 130 m. Các xã giáp ranh gồm: Mulcent về phía bắc, Prunay-le-Temple về phía đông, Richebourg về phía nam và Civry-la-Forêt về phía tây.

## Galerie

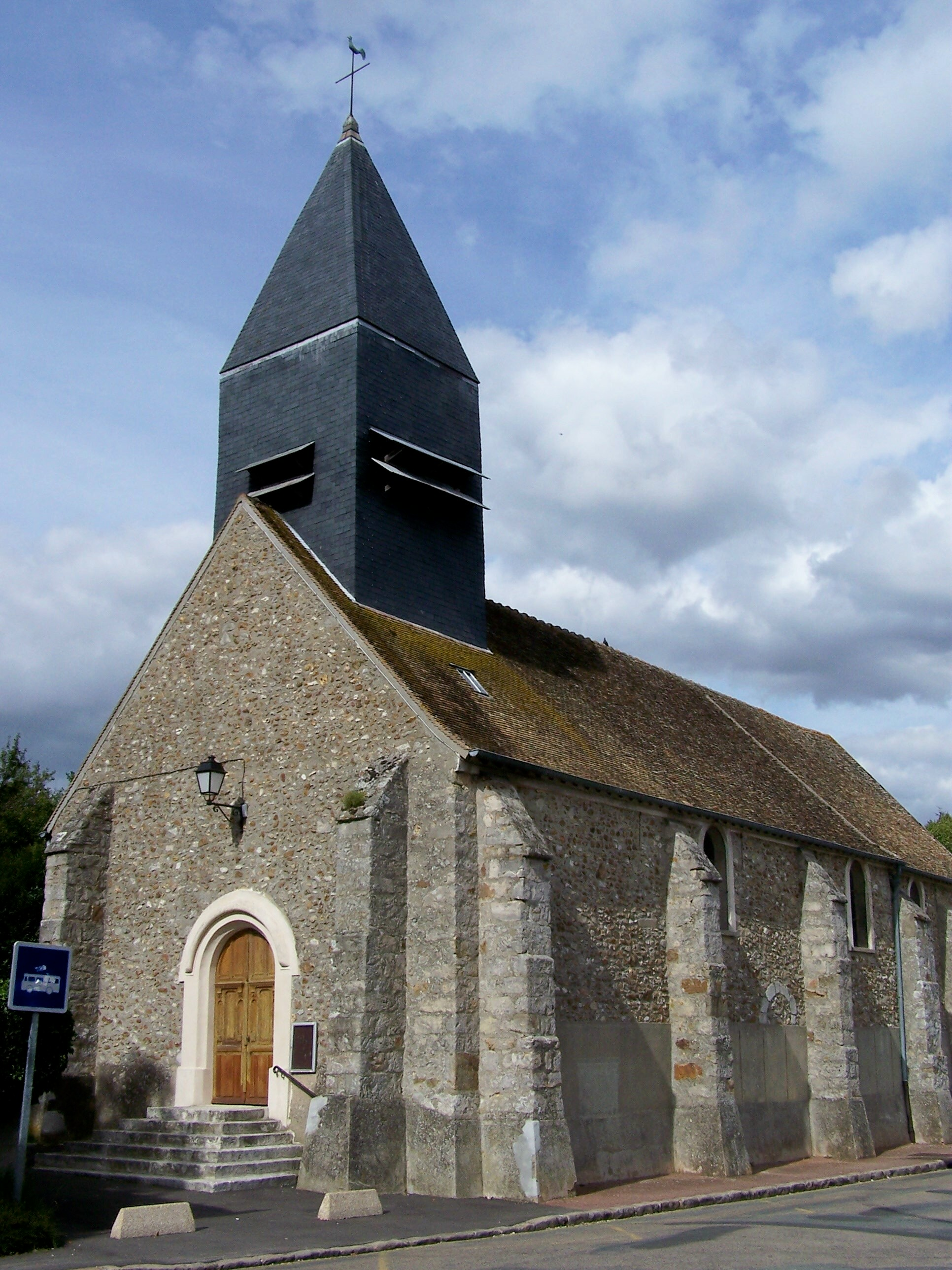
Nhà thờ Saint-Martin, façade sud
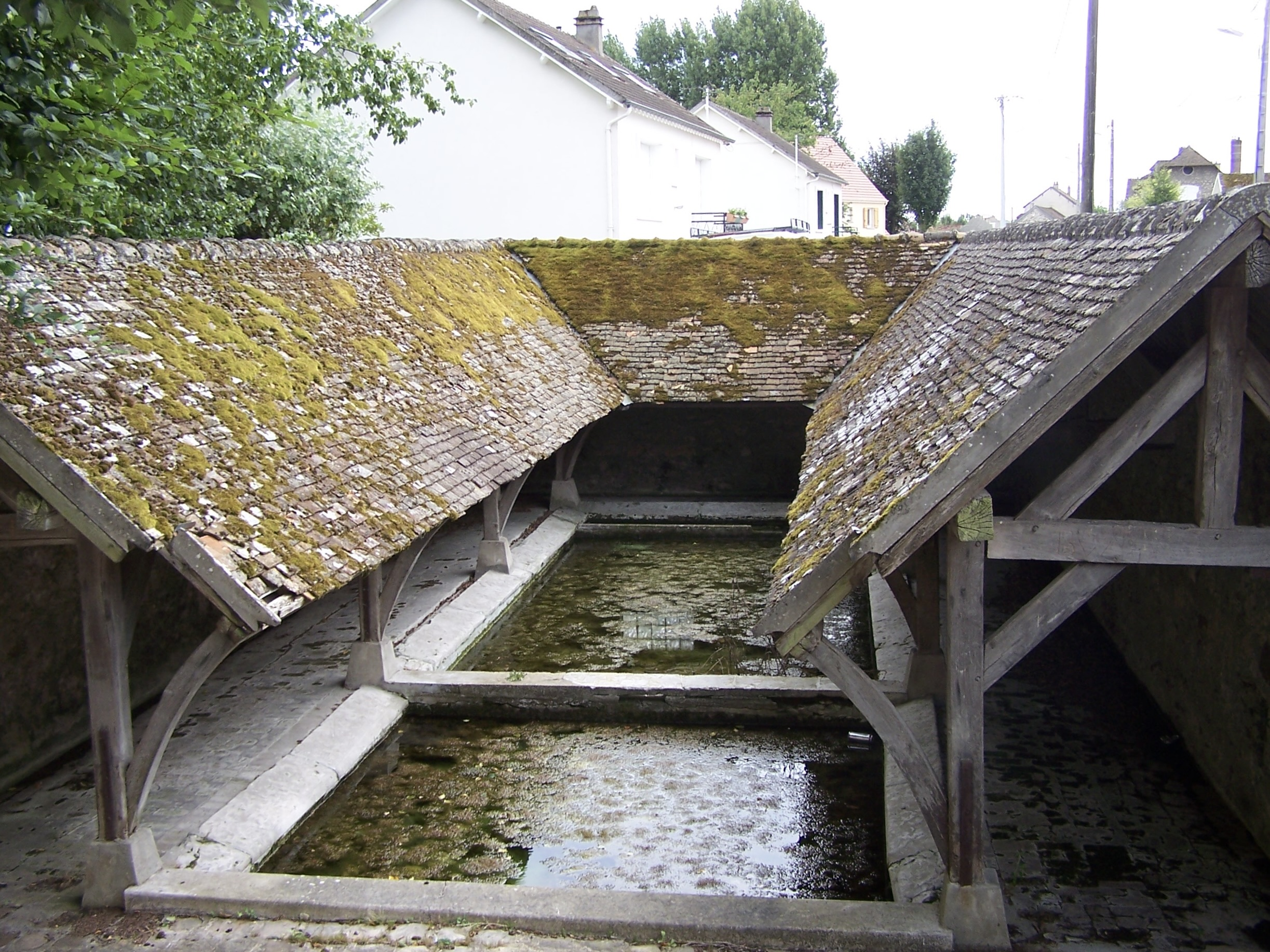
Le lavoir, rue du Vieux Lavoir
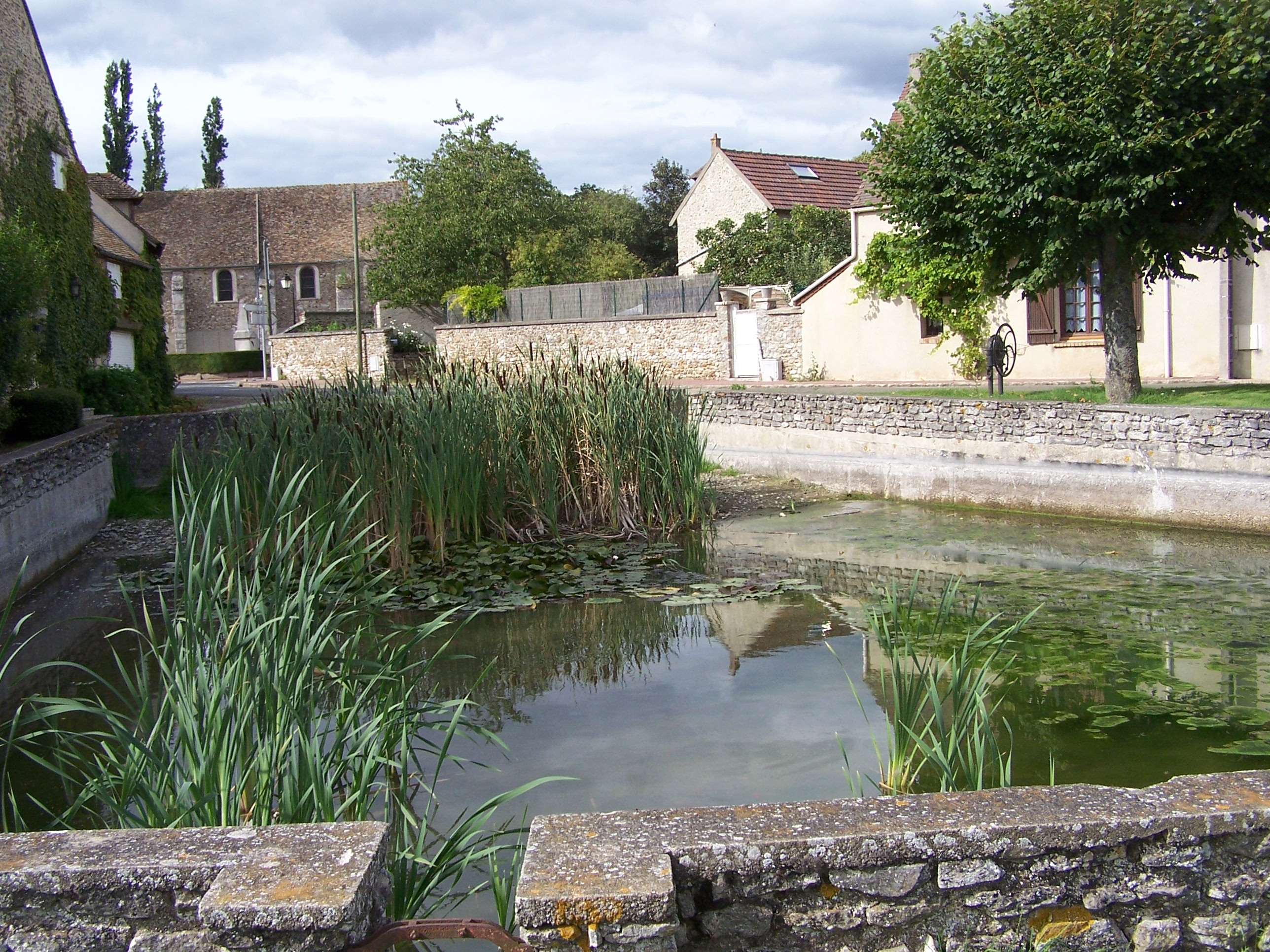
L'abreuvoir, rue du Pré Saint-Martin
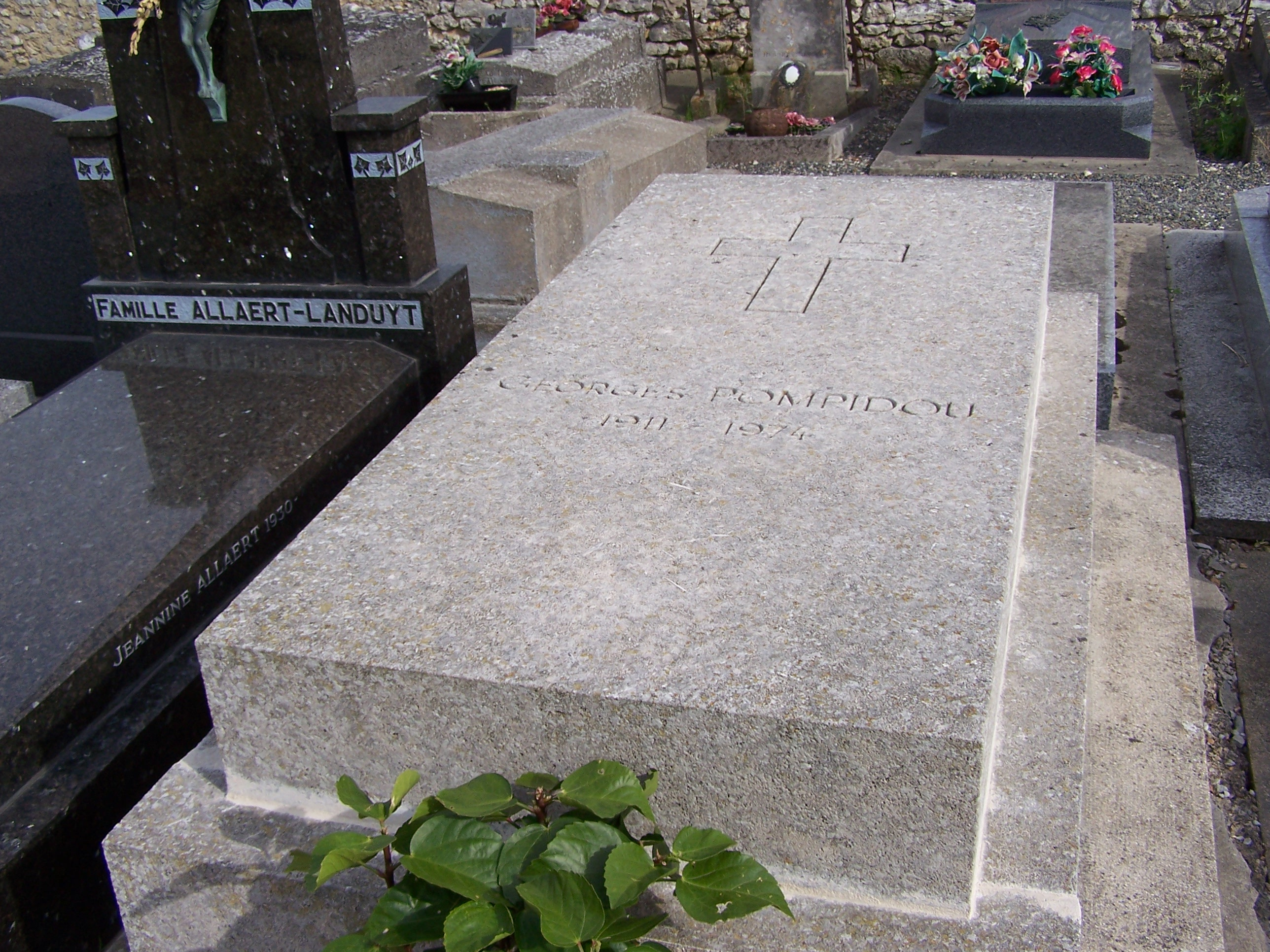
La tombe de Georges et Claude Pompidou
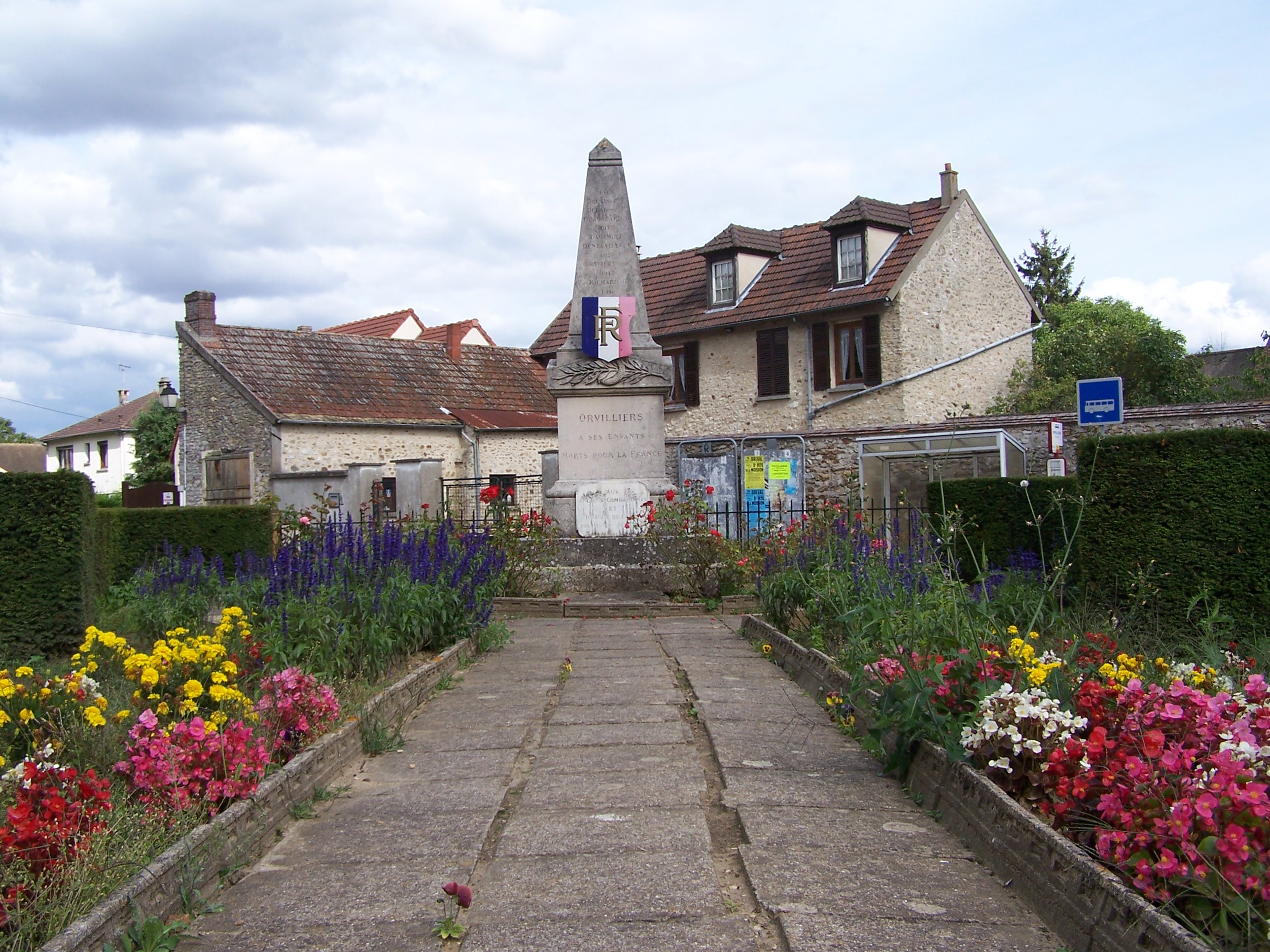
Le monument aux morts, près de Nhà thờ

Bản mẫu:Tổng Houdan
Catégorie:Commune des Yvelines